# Зрадник (фільм, 2017)
«Зрадник» — український фільм, який зняв американський режисер Марк Гаммонд за участю молдавського режисера Валеріу Жерегі про повстанців Холодного Яру.
Кінострічка є одним з переможців 3-го конкурсного відбору Держкіно та отримала державну фінансову підтримку на 50 % собівартості фільму з загальним кошторисом 24,12 мільйонів гривень. Бюджет попередньої версії фільму 40,2 мільйона гривень.
Першим режисером фільму, згідно з інформацією у 2012 році на 3-му пітчінгу Держкіно, мала стати Анна Гресь. Під-час 5-го конкурсного відбору Держкіно у червні 2013 року стало відомо, що Гресь замінила Леся Калинська. Трохи згодом у 2014, стало відомо що знімання фільму розпочалися й що режисером стрічки тепер став молдовський режисер Валеріу Жерегі, який замінив Калинську. Після конфлікту Жерегі та продюсерів стрічки у 2015 році, новим четвертим режисером стрічки став американський режисер Марк Гаммонд.
З появою Гаммонда змінилась не тільки назва — з «Окупації» на «Зрадника», а й концепція самого фільму. Раніше планувалося, що стрічка розповість про криваві події, які відбувалися на території України в 20-ті роки минулого століття знані як «Холодноярська республіка». Попередній режисер — молдовський постановник Валеріу Жерегі — відзняв 70 % картини, згідно з новою концепцією Гаммонда у новому варіанті стрічки ці кадри можна побачити як фільм, який зняв головний герой. Аби втілити у життя нову концепцію фільму, до сценаристів стрічки мали приєднатися Андрій Бабик та Андрій Кокотюха.
Стрічка вийшла в український широкий прокат 26 квітня 2018 року; дистриб'ютор — новостворена прокатна компанія «Жовтень-прокат».

## Сюжет
1971 рік, на Одеській кіностудії знято фільм «Яр» про події української «громадянської» війни 1920-х років. У ресторані режисер Юрій Бойко закликає присутніх згадати про справжню історію, а не нав'язану радянською владою. Куратор студії від КДБ Віктор Олексійович отримує наказ сфабрикувати проти режисера кримінальну справу. Він вербує працівника студії, Максима, щоб той написав донос і видав щоденник Юрія як доказ «шпигунства» проти Радянського Союзу.
Після попереднього перегляду фільму Віктор вимагає перемонтувати стрічку відповідно до політики партії. Юрій пропонує, щоб цим зайнялася молода режисерка монтажу Ольга.
До Юрія приходить КДБ з обшуком, але нічого компрометуючого не знаходить. Тоді Віктор шукає «шифровки для організації терактів» на студії. Тим часом колеги Юрія намагаються з'ясувати хто написав донос. Режисер ближче знайомиться з Ольгою. Вона розуміє, що повинна захищати бачення режисера і охороняти правду про свою країну під радянською окупацією.
Віктор опитує акторів, прагнучи виставити Юрія як маніпулятора, що використав їх з метою «спаклюжити» історію. Зазнавши невдачі, Віктор підбурює інших працівників студії проти режисера. Ольга підмінює плівки, призначені на змиття, щоб урятувати оригінальний фільм Юрія.
У результаті на прем'єрі «Яру» опиняється варіант фільму, що відображає погляди Ольги, яка прониклася ідеями Юрія.
За сюжетом Бойка, 1920 рік, уряд Української Народної Республіки перебуває у вигнанні. Триває більшовицька окупація України. Найактивніший опір радянській владі чинить самопроголошена Холодноярська республіка. Загони повстанців контролюють більшу частину території Черкащини. Москва намагається дискредитувати повстанський рух в очах світової громадськості і запрошує в Україну іноземних журналістів, які мають представити світові холодноярських отаманів, як бандитів та погромників. За допомогою свого агента уповноважений ЧК Марконі організовує напад повстанців на залізничну станцію, куди прибуває спеціальний поїзд із журналістами. Однак у групі журналістів, під виглядом кореспондента румунської газети, прибуває і резидент, головнокомандувач Української народної республіки — осавул Діброва. Його мета — дістатися до повстанців і взяти на себе координацію дій місцевих отаманів. Діброва підслуховує розмову чекістів, з якої дізнається, що в штабі повстанців працює більшовицький шпигун на прізвисько Кочубей. Осавул ставить собі за мету розкрити Кочубея й зірвати план Марконі.
КДБ розлючене прем'єрою, вимагає припинити показ. Юрій виходить на сцену та заявляє, що правду про історію неможливо приховати. Режисер закликає встати всіх, хто згідний з ним; усі, крім Віктора підіймаються. Після цього Юрій з Ольгою негайно тікають за кордон.

## У ролях
| Актор                     | Роль                             |
| ------------------------- | -------------------------------- |
| Олег Мельничук            | Юрій Бойко                       |
| Зоя Барановська           | Ольга                            |
| Станіслав Щокін           | працівник КДБ Віктор Олексійович |
| Григорій Гладій           | Осавул Діброва                   |
| Андрейс Жагарс            | Марконі                          |
| Володимир Міненко         | Максим                           |
| Дарія Астаф'єва           | Марія                            |
| Михайло Грицкан           | отаман Богдан                    |
| Тимофій Трибунцев         | червоний комісар Фальк           |
| Михайло Голубович         | Ручка                            |
| Олексій Вертинський       | Добрийвечір                      |
| Володимир Ямненко         | Головня                          |
| Рада Іксарі               | Джорджета                        |
| Антон Бухов               | кіномеханік                      |
| Шевчук Олег Володимирович | Кердін                           |
| Віктор Андрієнко          | Петихов                          |
| Зоряна Марченко           |                                  |

## Виробництво

Перший промо-постер до фільму (2017)

### Зміна назв та режисерів
Фільм «Зрадник» зазнав найбільше замін режисерів серед усіх проєктів, які перемагали у конкурсних відборах кінопроєктів Держкіно (усього 4 режисери: Анна Гресь, Леся Калинська, Валеріу Жерегі, Марк Гаммонд). Деякі українські ЗМІ навіть повідомляли що над стрічкою працювали аж 7 режисерів. Крім того стрічка кілька разів змінювали назву проєкту: початкова назва була «Операція Марконі», пізніші назви — «Атаман», «Варіант Марконі», «Зрадник» та «Окупація».

### Фільмування
У червні 2014 року стало відомо, що розпочали знімання фільму «Окупація» режисера Валеріу Жерегі.
У серпні 2016 року розпочали дознімання фільму в Одесі з новим режисером Марком Гаммондом. Також стало відомо що до знімання фільму приєдналася Одеська кіностудія. Дознімання завершили у жовтні 2016 року.
23 грудня 2016 року експертна комісія Держкіно переглянула фінальний монтаж повнометражного ігрового фільму «Окупація» та одноголосно рекомендувала Держкіно прийняти фільм як такий, виробництво якого завершене.

## Випуск
22 березня 2017 року вийшов перший український трейлер фільму.
21 липня 2017 року у секції «Спеціальні покази» відбулася прем'єра стрічки під час кінофестивалю ОМКФ 2017.
В український широкий прокат стрічка вийшла 26 квітня 2018 року.

## Відгуки кінокритиків
Після показу стрічки на ОМКФ 2017, більшість українських кінокритиків відгукнувся про стрічку негативно. Зокрема, серед недоліків стрічки кінокритик газети «Чорноморські новини» Роман Кракалія назвав неймовірність того, що такий фільм, як «Яр» міг би бути знятий у 1971 році; та використання в епізодах із 1920-х років вигаданих персонажів замість історичних, боротьбу яких практично не показано.
Андрій Кокотюха в «Детекторі медіа» писав, що Юрій Бойко постає пасивним персонажем, який раптово виходить переможцем. Незрозуміло яке покарання збиралися влаштувати зраднику, що написав донос, колеги. При цьому сам зрадник будь-якого покарання, навіть морального, уникає. Фільм задумувався як видовищна історична стрічка, та зрештою вийшов невиразним твором.
Ярослав Підгора-Гвяздовський у тому ж виданні дорікнув фільму слабким сценарієм, кволою операторською роботою, де переважають довгі кадри зняті «мертвою» камерою, та невиразною грою більшості акторів. Часом зафільмоване минуле перегукується з екранним теперішнім, але сюжет непереконливий і досягає піку недовіри в фіналі, коли головні герої тікають від КДБ.
Ігор Грабович у газеті «Лівий берег» вказував та відірвані від решти сюжету епізоди. А саме таємничі документи, які переховує Бойко, сни Ольги, і стосунок її родини до подій у Холодному Яру, що не отримує ніякого розвитку. «Необов'язковість сюжетних ліній, історична недостовірність у цій картині доповнюються недбалістю у відтворені епохи 1970-х років».

## Зауваги
1. ↑  Робочими назвами фільму були «Атаман», «Операція Марконі», «Варіант Марконі», Окупація.